# Wahlen in Uruguay 2004
Die Präsidentschafts- und Parlamentswahl in Uruguay 2004 fand am 31. Oktober statt. Gewählt wurden der Präsident, der Vizepräsident, 30 Senatoren und 99 Abgeordnete.
Der Sieger Tabaré Vázquez erhielt 50,45 % der Stimmen und erreichte mithin die absolute Mehrheit. Eine Stichwahl war insofern entbehrlich.
Das Ergebnis wurde seitens des Wahlgerichtshofs von Uruguay am 6. November 2004 offiziell verkündet. Am 8. November 2004 erfolgte dann die Ernennung Vázquez’ zum Staatspräsidenten. Dieses Amt trat er als Nachfolger von Jorge Batlle Ibáñez am 1. März des folgenden Jahres an. Damit regierte erstmals ein Präsident das Land, der aus dem linksgerichteten politischen Spektrum stammte und nicht den beiden großen, bis dahin das politische Geschehen Uruguays bestimmenden Parteien Partido Nacional und Partido Colorado angehörte.

## Präsidentschaftskandidaten
Jede Partei hatte ihren Kandidaten in den Vorwahlen zur Präsidentschaftswahl in Uruguay 2004 im Juni gewählt:
| Partei                      | Kandidat | Kandidat           |
| --------------------------- | -------- | ------------------ |
| Frente Amplio               |          | Tabaré Vázquez     |
| Partido Nacional            |          | Jorge Larrañaga    |
| Partido Colorado            |          | Guillermo Stirling |
| Partido Independiente       |          | Pablo Mieres       |
| Partido Intransigente       |          | Víctor Lissidini   |
| Unión Cívica                |          | Aldo Lamorte       |
| Partido Liberal             |          | Julio Vera         |
| Partido de los Trabajadores |          | Rafael Fernández   |

## Ergebnis

Mandate nach Departamentos

| Parteien                | Parteien                                              | Kandidaten            | Stimmen   | %    | Mandate | Mandate |
| Parteien                | Parteien                                              | Kandidaten            | Stimmen   | %    | Kammer  | Senat   |
| ----------------------- | ----------------------------------------------------- | --------------------- | --------- | ---- | ------- | ------- |
|                         | Encuentro Progresista – Frente Amplio – Nueva Mayoría | Tabaré Vázquezgewählt | 1.124.761 | 51,7 | 52      | 16      |
|                         | Partido Nacional                                      | Jorge Larrañaga       | 764.739   | 35,1 | 36      | 11      |
|                         | Partido Colorado                                      | Guillermo Stirling    | 231.036   | 10,6 | 10      | 3       |
|                         | Partido Independiente                                 | Pablo Mieres          | 41.011    | 1,9  | 1       | –       |
|                         | Partido Intransigente                                 | Victor Lissidini      | 8.572     | 0,4  | –       | –       |
|                         | Unión Cívica                                          | Aldo Lamorte          | 4.859     | 0,2  | –       | –       |
|                         | Partido Liberal                                       | Julio Vera            | 1.548     | 0,1  | –       | –       |
|                         | Partido de los Trabajadores                           | Rafael Fernández      | 513       | 0,0  | –       | –       |
| Gesamt                  | Gesamt                                                | Gesamt                | 2.177.039 | 100  | 99      | 30      |
|                         |                                                       |                       |           |      |         |         |
| Ungültige Stimmen       | Ungültige Stimmen                                     | Ungültige Stimmen     | 52.572    | 2,4  |         |         |
| Wähler                  | Wähler                                                | Wähler                | 2.229.611 | 89,6 |         |         |
| Wahlberechtigte         | Wahlberechtigte                                       | Wahlberechtigte       | 2.487.816 |      |         |         |
|                         |                                                       |                       |           |      |         |         |
| Quelle: Corte Electoral |                                                       |                       |           |      |         |         |

| Wahl zur AbgeordnetenkammerInsgesamt 99 Sitze - EP-FA-NM: 52 - PI: 1 - PC: 10 - PN: 36 | Wahl zum SenatInsgesamt 30 Sitze - EP-FA-NM: 16 - PC: 3 - PN: 11 |